# Eclissi solare del 25 dicembre 2000
L'eclissi solare del 25 dicembre 2000 è un evento astronomico che ha avuto luogo il suddetto giorno attorno alle ore 17.35 UTC.